# Газоуравнительная система
ГУСеница (газоуровнительные системы) - системы рекуперации паров углеводородов и системы улова лёгких фракций жидкости из газового потока с целью уменьшения потерь лёгких углеводородов.

## Принцип работы
Газоуравнительная система резервуарного парка (парка РВС), представляет собой систему трубопроводов для перемещения парогазовой смеси из наполняемых резервуаров в опорожняемые, предназначена для сокращения потерь нефтепродуктов от испарения при больших дыханиях резервуаров.
В тех случаях, когда операция заполнения одних РВС совпадает с опорожнением других резервуаров, состоящих в одной системе, часть парогазовой смеси из заполняемых РВС вытесняется не в атмосферу, а в опорожняемые резервуары. ГУС может быть соединено с отдельной буферной газовой ёмкостью(сборником) и без неё. Без газосборной ёмкости ГУС применяют на однотипных РВС при совпадении операции заполнения одних резервуаров и опорожнения других, при этом часть паровоздушной смеси перераспределяется между резервуарами. Но при несовпадении операций, необходима установка газосборного устройства, чтобы парогазовая смесь из газового пространства заполняемых резервуаров не удалялась в атмосферу.
В Газоуравнительных системах трубопроводы обычно объединяют газовые пространства резервуаров с одинаковыми продуктами.
Газоуравнительные системы являются эффективными методами для уменьшения потерь легко испаряющихся химпродуктов и характеризуются безотказной и стабильной работой.

## Эффективность и опасные факторы системы
Применение ГУС снижает потери углеводородов от испарения в резервуарных парках на 70 - 90 %,  что очень эффективно при большом количестве операций по заполнению и откачке углеводородов.
Сокращение выбросов парогазовой смеси в атмосферу способствует снижению пожароопасной загазованности территории и уменьшению количества отравляющих веществ в воздухе рабочей зоны. Но анализ случаев пожаров в резервуарных парках показал, что ГУС системы служат путём быстрого распространения огня сразу на несколько резервуаров, благодаря чему пожар принимает особо крупные размеры и приводит к уничтожению парка РВС.